# Una bellissima ragazza
Una bellissima ragazza, pubblicato nel 2007, è trentasettesimo album in studio della cantante italiana Ornella Vanoni.

## Il disco
Al disco, per la canzone Cosa m'importa, partecipano anche Mario Biondi (voce) e Paolo Fresu (tromba).
L'album ha ricevuto il Premio Lunezia per il valore artistico e letterario.

## Tracce
1. Qualcosa di te - 3:48 - (Mario Lavezzi-Pacifico)
2. Una bellissima ragazza - 4:27 - (Carlo Fava-Gianluca Martinelli)
3. Buona vita - 5:01 - (Teofilo Chantre - Alberto Zeppieri - Ornella Vanoni)
4. E del mio cuore - 3:39 - (Pacifico - Ornella Vanoni)
5. Gli amanti - 4:31 - Pierluigi Scarpellini - Ornella Vanoni - Roberto Pacco
6. Cosa m'importa (con Mario Biondi) - 3:35 -  (José de Ribamar Cury Heluy - Ornella Vanoni)
7. Dolce meccanica - 3:21 - (Bungaro - Ornella Vanoni - Pino Romanelli)
8. Bene così - 4:05 - (Mario Lavezzi - Ornella Vanoni - Oscar Avogadro)
9. La vita che mi merito - 3:53 - (Roberto Pacco/Vincenzo Incenzo - Renato Zero)
10. Dentro questa vita - 4:12 - (Ron - Ornella Vanoni - Renzo Zenobi)
11. Io con te - 3:40 - (Bungaro - Grazia Di Michele)
12. Pagine - 4:23 - (Bungaro - Ornella Vanoni - Pino Romanelli)

## Formazione
- Ornella Vanoni – voce
- Bob Benozzo – tastiera, programmazione, pianoforte
- Attilio Zanchi – basso
- Ettore Fioravanti – batteria
- Nicolò Fragile – tastiera, organo Hammond, pianoforte
- Cesare Chiodo – basso
- Lele Melotti – batteria
- Giorgio Secco – chitarra
- Roberto Cipelli – pianoforte
- Alfredo Paixão – basso
- Danilo Ballo – tastiera, programmazione, pianoforte
- Bruno De Filippi – armonica
- Paolo Fresu – tromba
- Tino Tracanna – sax
- I Piccoli Cantori di Milano – cori

### Produzione
- Gianfranco Lombardi – arrangiamenti[2]
- Luigi Lombardi d'Aquino – direzione d'orchestra[2]
- Goffredo Gibellini - ingegneria del suono[2]

## Classifiche
| Classifica (2007) | Posizione massima |
| ----------------- | ----------------- |
| Italia            | 9                 |